# Alessino
Alessino di Elide (in greco: ᾿Αλεξῖνος, in latino: Alexinus) (fl. IV-III secolo a.C.) è stato un filosofo greco antico del IV-III secolo a.C. della scuola di Megara.
Fu allievo di Eubulide di Mileto. Si narra che si recò a Olimpia nella speranza di fondare una setta; ma i suoi discepoli si stancarono presto dell'insalubrità del luogo e della scarsità di mezzi di sussistenza e lo lasciarono con un unico seguace.  Per il suo spirito polemico venne chiamato Elenxino (in greco: 'Ελεγἒῖνὸs, "il confutatore") e sembra fosse conosciuto per alcuni suoi celebri sofismi . Lo storico Plutarco lo colloca come contemporaneo di Stilpone di Megara e Menedemo di Eretria.
Alessino avrebbe composto un peana e un epigramma in onore del re macedone Cratero, commissionatogli dallo stesso figlio del sovrano. 
Diogene Laerzio riporta una sua polemica con Zenone .
Lo stesso autore registra alcuni particolari sulla sua morte, che fu causata da una ferita provocatagli da una canna mentre nuotava nel fiume Alfeo . 
Nessuna delle sue dottrine è stata preservata, ma dalla breve menzione di lui fatta da Cicerone  sembra aver affrontato enigmi logici. Nel 267-6, poi, Alessino discusse questioni retoriche con Ermarco l'epicureo, in un'argomentazione citata da Filodemo nel suo Sulla retoricaː Alessino critica i sofisti per aver sprecato il loro tempo nell'indagine su argomenti inutili, come la dizione, la memoria e l'interpretazione di passaggi oscuri nei poeti.